# Hermanos Musulmanes

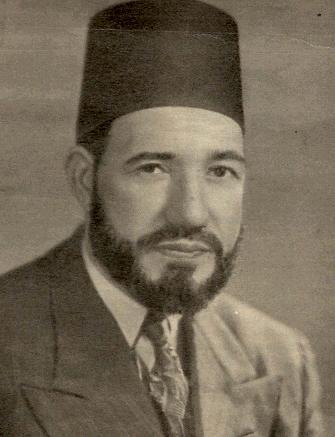
Hasan al-Banna, Fundador de Hermanos musulmanes

Hermanos Musulmanes o Hermandad Musulmana (en árabe: جَمَاعَة الإخْوان الْمُسْلِمِين‎, romanizado: Jamaʔat al-ʔiḵwān al-muslimīn, lit. 'Sociedad de los Hermanos Musulmanes'; frecuentemente llamada الإخْوان اَلْمُسْلِمُون‎, al-ʔiḵwān al-muslimūn, 'Hermanos musulmanes' o simplemente الإخْوان‎, al-ʔiḵwān, 'Los Hermanos') es una organización islamista, esto es, una organización política con un ideario basado en el islam y considerada terrorista por los gobiernos de Rusia y Egipto, entre otros.
El objetivo declarado de esta organización islamista es inculcar el Corán y la Sunna como el "único punto de referencia para ordenar la vida de la familia musulmana, el individuo, la comunidad y el Estado". La organización busca hacer de los países musulmanes califatos islámicos unificados. También fueron los responsables de la creación de Hamás, una organización política predominante en la franja de Gaza, que creció combatiendo contra el ejército israelí durante la primera y segunda intifada. Los partidarios de la Hermandad Musulmana son sospechosos de haber creado el conocido grupo terrorista Al-Qaeda y por el asesinato de opositores políticos como el primer ministro egipcio Mahmoud an-Nukrashi Pasha.
Originalmente era un grupo fundamentalista, en la actualidad es una organización de amplia base social. Tras producirse el golpe de Estado en Egipto de 2013, la hermandad y sus organizaciones satélites fueron ilegalizadas por las autoridades egipcias.

## Historia y evolución política

### Orígenes
La Sociedad de los Hermanos Musulmanes fue fundada en el año de 1928 en la ciudad de Ismailía, centro administrativo del canal de Suez en esa época, por Hasan al-Banna. Al-Bana contaba con apenas 21 años cuando formó la Sociedad Religiosa, era un destacado profesor de su comunidad dotado de una gran habilidad para la oratoria y una profunda fe en los preceptos islámicos. De igual manera, tras varios viajes a través de las regiones septentrionales de Egipto y su estancia en la ciudad de Ismailiya, se había percatado de la pérdida de valores a la que era sometido el pueblo egipcio debido a la fuerte influencia que ejercía, sobre éste, el poder británico. De esta forma, la preocupación principal de al-Bana se centraba en la restitución de los valores islámicos en la sociedad egipcia y la independencia de cualquier injerencia colonial. Su lema principal fue: "El Islam es la solución". Tras su formación, se fueron agregando varias secciones a lo largo de la zona en derredor del canal de Suez y, conforme el movimiento fue adquiriendo fuerza y notoriedad en Egipto, se fue expandiendo a lo largo de todo el país. El objetivo de esta sociedad, en un principio, era extender los principios morales islámicos y hacer obras de beneficencia; su carácter era meramente religioso.
En 1933, cuando Hasan al-Bana fue transferido a El Cairo, la base central de operaciones de la Sociedad se trasladó a la capital egipcia. Hasan al-Bana se convirtió en el «guía supremo» de la Sociedad y envió difusores de su doctrina a todo lo largo del país. La labor de la Hermandad se convirtió, desde un principio, en un activismo social: fundó escuelas, organizó cursos religiosos, enseñó literatura, instaló hospitales y centros de salud, construyó mezquitas e, incluso, instaló varias empresas. Gran parte del éxito de la Hermandad se debe a que su discurso no estaba dirigido a un sector o clase particular sino a todos los creyentes de la fe. El mensaje del Islam, señalaba al-Bana y otros reformistas, es universal y su alcance va mucho más allá de una simple práctica de la fe: es política, sociedad, economía, derecho y cultura.
El periodo de 1936 a 1952 estuvo caracterizado por su fuerte actividad política y por la creciente expansión del movimiento. Una vez que el movimiento había crecido en estructura, al-Bana definió claramente el objetivo final del movimiento: la dawwa. Pero Hasan al-Bana veía a la dawwa o invitación a Dios en un aspecto más grande, ya que no se limitaba a la simple prédica del islam bajo un esquema de misionero, su objetivo era de mayor alcance ya que esta prédica tenía que hacerse a los propios musulmanes: exigía el regreso a un "verdadero Islam". Después de la firma del tratado anglo-egipcio de 1936, el movimiento decidió diversificar sus áreas de interés y expandirlas más allá de sus fronteras. Debido a que la causa palestina cobraba más importancia en el mundo árabe Hasan al-Bana hizo propia la causa palestina, lo que le llevó a tener una mayor presencia en el Oriente Próximo, principalmente en Siria, y le otorgó un mayor prestigio entre los árabes. La evidente cooperación entre judíos y británicos comenzaba a ser una preocupación persistente entre los miembros de la Hermandad.
En 1941, Hasan al-Bana fue encarcelado por algún tiempo debido a su fuerte campaña en contra de los británicos. Durante este tiempo, el Movimiento de Oficiales Libres tenían una relación cordial con la hermandad, a pesar de esto, cada uno mantenía sus propias líneas de acción política.
Hasan al-Bana creó un cuerpo paramilitar, clandestino, dentro de la Hermandad, desconocido incluso para algunos miembros del partido. El objetivo de la Sección Especial, nombre con el que denominó a la rama militar, consistía, en un principio, en realizar ataques y operaciones de sabotaje en contra de las fuerzas británicas y sus instalaciones. Mientras tanto, en la esfera pública, las actividades de la Hermandad se centraban en los aspectos sociales de la vida ganando más seguidores, principalmente en las zonas rurales de Egipto, y haciendo cada vez más notoria su presencia en la vida política del país.
En la década de los años 40, los Hermanos Musulmanes tuvieron que enfrentar la competencia por el poder con los comunistas que habían adquirido una presencia importante en el país gracias, principalmente, a su alianza con el partido Wafd. La lucha fue, en algunos momentos, de acuerdo a la propia izquierda, más violenta en contra de ellos que en contra de los mismos británicos.
Tras la partición de Palestina, los Hermanos Musulmanes apoyaron a los árabes con la participación de miembros de la Sección Especial en la guerra de 1948 en contra de las fuerzas israelíes. Si bien la derrota fue contundente, los Hermanos salieron de este conflicto como una fuerza armada capaz de hacer frente al gobierno Egipcio. La política de los Hermanos se radicalizó en estos años acusando al gobierno de venderse ante los británicos y no defender la identidad islámica del país. Los actos de violencia ya no eran cometidos exclusivamente en contra de las autoridades extranjeras; ahora eran sujetos de estas acciones tanto miembros del gobierno, cuanto políticos y jueces. Esto provocó que el gobierno de Egipto reaccionara y decidiera tomar acciones al respecto: en diciembre de 1948, el primer ministro, Mahmoud an-Nukrashi Pasha, ordenó la disolución de la Sociedad, la confiscación de sus bienes y el encarcelamiento de algunos de sus miembros. Estas acciones acrecentaron el descontento de la Sociedad con el gobierno y condujo al asesinato de Mahmoud an-Nukrashi por un miembro de la Hermandad en diciembre del mismo año. Las represalias no tardaron en llegar y el 12 de diciembre de 1949, Hasan al-Bana fue asesinado.
La dirección de la Sociedad quedó a manos de Hasan al-Hudaybi quien fue nombrado «guía supremo». La Sociedad continuó trabajando en secreto por algún tiempo hasta que en 1951, una nueva ley respecto a las organizaciones fue aprobada y esto permitió que los Hermanos Musulmanes retomaran su actuación pública. La ley prohibían a las organizaciones realizar acciones en secreto así como cualquier tipo de preparativos militares.

### Los Hermanos Musulmanes y la Revolución de 1952
El Movimiento de Oficiales Libres alcanzó el poder en julio de 1952. Su programa era muy similar al de los Hermanos Musulmanes, sobre todo en el aspecto social. Muchos de los oficiales que tomaron parte en este movimiento habían sido, incluso, miembros o al menos, eran simpatizantes de los Hermanos, lo que llevó a un breve periodo de armonía entre las partes. En enero de 1953, el nuevo gobierno ordenó la disolución y prohibición de todos los partidos políticos en Egipto, sin embargo, gracias a las buenas relaciones que mantenían los Hermanos con el movimiento, estos pudieron seguir funcionando como una asociación no política. Pero las pretensiones del al-Hudaybi eran mucho más amplias y buscó convertirse en guía moral y espiritual de la revolución. Los Hermanos insistían en la introducción de la ley islámica y una política que promoviera más el islam dentro del país. Asimismo, al-Hudaybi exigía un derecho de control y veto sobre las decisiones del gobierno. Estas exigencias fueron rechazadas por el nuevo gobierno lo que dio origen a la tensión entre los Hermanos y el régimen. Ese mismo año, los Hermanos iniciaron una campaña entre los estudiantes y sindicatos de trabajadores a fin de conseguir más apoyo para su causa.
El 13 de enero de 1954, la Sociedad fue disuelta una vez más y muchos de sus miembros encarcelados. Gracias al enfrentamiento que existía entre el general Muhammad Naguib, Presidente de Egipto, y Gamal Abdel Nasser, vicepresidente en ese momento, la Sociedad fue restituida en sus derechos políticos y sociales, restituyéndole su calidad de organización no política. La férrea oposición a la Sociedad de los Hermanos Musulmanes por parte de Nasser desembocó en un intento de asesinato en contra de este el 26 de octubre de 1954 por parte de miembros de la Sociedad. Las consecuencias fueron duras para los Hermanos Musulmanes: más de mil hermanos fueron arrestados y algunos de ellos sentenciados a pena de muerte, entre ellos, al-Hudaybi, aunque posteriormente fue conmutada la pena y se le sentenció a pasar el resto de su vida en prisión.
El resultado de este golpe en contra de la hermandad fue la radicalización del movimiento. Y en este momento apareció una nueva figura que iba a influir fuertemente en la ideología del movimiento: Sayyid Qutb. Al igual que Hasa al-Bana, Qutb era profesor y aunque carecía del carisma y habilidades organizacionales del primero, era un intelectual sumamente versado en el islam, tanto en su historia cuanto en su doctrina; insistía, de igual forma que al-Bana, en que esta religión debía ser el eje rector de la vida de la sociedad musulmana. Las prácticas occidentales y el secularismo, afirmaba Qutb, han llevado a la sociedad musulmana a una época de 'ignorancia previa a la aparición del Islam', es decir, de vuelta a la Jahiliyyah lo que ha provocado la debilidad de la umma. Por esta razón, Qutb era un promotor de la acción a favor de la restauración de los principios islámicos. Para Qutb, la solución se encontraba en los prácticas del takfir y en yihad. El primero consiste en declarar no musulmanes a los Musulmanes que se han apartado del camino del Islam; de acuerdo a Qutb, los gobernantes de los países musulmanes que se había opuesto a la aplicación de la ley islámica debía ser considerados bajo esta condición. Por su parte, la yihad lograría los que la dawwa no podría alcanzar, ya que Qutb lo planteaba como una confrontación violenta en contra de aquellos que se oponían al islam.
Tras el ascenso al poder de Nasser, la represión en contra de los Hermanos se intensificó, pero a pesar de esto, los Hermanos pudieron continuar trabajando en la clandestinidad. Un intento de atentado en contra de Nasser fue descubierto en 1965 lo que provocó más represalias en contra de la Sociedad. Se hicieron una gran cantidad de arrestos y entre los sentenciados a muerte estuvo Sayyid Qutb. La influencia de Qutb en los movimientos islámicos fue significativa y tras su muerte, algunos miembros de los Hermanos se desprendieron de esta organización a fin de formar nuevos grupos: Al-Gama'a al-Islamiyya y la Yihad Islámica. Tras la muerte de Nasser y con la toma de poder de Anwar el-Sadat los Hermanos fueron reincorporados a la vida política de Egipto paulatinamente. A pesar de no ser aceptados oficialmente a participar en la vida pública del país cada ve hubo mayor tolerancia hacia las actividades de la organización. Una de las principales consecuencias del enfrentamiento con el nasserismo fue que muchos miembros de la Hermandad salieron del país y encontraron refugio en los países vecinos, siendo las monarquías del Golfo un lugar propicio para continuar su movimiento. En estos países, los hermanos se integraron rápidamente a la vida pública y política del país. El Reino de Arabia Saudita resultó ser un lugar ideal para desarrollar sus actividades políticas, si bien la monarquía nunca les permitió establecerse de manera forma, sus actividades fueron toleradas.
En la década de los 70, la hermandad vivió un periodo de renovación, reforzándose con la incorporación masiva de un floreciente movimiento estudiantil islámico y absorbiendo otras organizaciones como al-Gama'a al-Islamiyya. La estrategia de la hermandad consiste desde entonces en crear una especie de Estado paralelo: imposibilitados para tomar el poder, la hermandad, al igual que haría (inspirándose en la propia hermandad) el Hamás palestino, se dedica a crear una red de servicios sociales (educativos, sanitarios, deportivos) que cubre las carencias del Estado central y consigue atraer al movimiento a las masas depauperadas. En los años 80, mientras organizaciones como la escindida al-Gama'a al-Islamiyya o Yihad Islámico emprenden una lucha armada con el Estado, la hermandad mantiene su apuesta por la revolución pacífica y permanece como la organización islámica más poderosa, rivalizando con las anteriores por atraerse a las capas bajas de la sociedad.
Sin embargo, durante la década de 1990 y primeros años del siglo XXI, la hermandad evoluciona hacia una especie de liberalismo islámico conservador: la mayoría de los nuevos cuadros aceptan el pluripartidismo, (incluyendo a coptos y comunistas), la liberalización económica, y su base de reclutamiento es cada vez más la clase media.
Así, cuando Hosni Mubarak, ante presiones externas, acepta la presentación de diversos candidatos en la convocatoria de elecciones presidenciales de septiembre de 2005, los Hermanos Musulmanes son sorprendidos en un proceso de incertidumbre y renovación interna. Su postura dubitativa ante la participación en los comicios les cuesta perder protagonismo mediático frente a una nueva coalición democrática de tamaño minúsculo, Kifaya. En las elecciones del 28 de noviembre de 2010, Hosni Mubarak arrasa en las elecciones, dejando fuera a este partido islámico, si bien existen sospechas fundadas para considerar las elecciones como fraudulentas, como lo fueron siendo desde que Mubarak estuvo en el poder.
En 2011 tuvo lugar la llamada «Revolución egipcia», que derrocó al presidente Hosni Mubarak a través de numerosas protestas y manifestaciones. Tras esto, se convocaron unas elecciones presidenciales en las cuales Mohamed Morsi se presentó como candidato del Partido Libertad y Justicia, fundado por los Hermanos Musulmanes. Se lo consideró un moderado dentro del movimiento islamista. Tras dos rondas, Morsi resultó ganador en las elecciones con el 51,9 % frente a Ahmed Shafik con 48,1 %. Sin embargo, su gobierno se caracterizó por los problemas económicos (desempleo, carestía de gasolina...) y sociales. En política nacional, Morsi intentó aumentar la influencia del islam, encontrando un gran rechazo entre amplios sectores de la población. Como consecuencia, se organizó una fuerte oposición en torno a su figura y la de los hermanos musulmanes. En noviembre y diciembre de 2012 estallaron importantes protestas, en respuesta contra la nueva ley del 23 de noviembre que concentraba nuevos poderes en la figura del presidente, contemplando amplios poderes de supervisión e inmunidad legal para su persona.
Después de producirse el golpe de Estado en Egipto de 2013 (que a su vez supuso la salida del poder de Morsi), las nuevas autoridades militares llevaron a cabo una dura represión contra los hermanos musulmanes que habían organizado algunas acampadas y numerosas manifestaciones. El 23 de septiembre de ese mismo año un tribunal de El Cairo dictó la disolución de la hermandad, de sus organizaciones satélites y la confiscación de todos sus bienes.

## Estructura Organizacional

### Membresía
Desde los inicios de la Hermandad, Hasan al-Bana delimitó los principios sobre los que se tenía que construir la militante de la asociación, a fin de promover la heterogeneidad del grupo, por lo que se otorgaron tres niveles distintos de membresía:
1.	Membresía General: Abierto para cualquier musulmán aceptado por la oficina local de la hermandad. Tiene que estar dispuesto a llevar una vida correcta. Son conocidos como Hermano Asistente.
2.	Membresía de Hermandad: Abierto para cualquier musulmán aceptado por la oficina local de la hermandad. Además de cumplir con los requisitos de membresía general, tiene que prometer la salvaguarda de la fe. Se conocen como Hermanos Afiliados.
3.	Membresía de trabajo activo: Abierto para cualquier musulmán aceptado por la oficina local de la hermandad. Además de los requisitos de membresía de hermandad, el solicitante debe proveer toda la información personal que le sea solicitada por el grupo, estudiar la doctrina de la organización, asistir a los grupos semanales del Corán y de la oficina local, comprometerse a hablar en árabe clásico cada que sea posible, informarse acerca de los asuntos sociales y memorizar 40 dichos del Profeta (hadith). Un miembro de este rango se conoce como Hermano trabajador.
4.	Membresía Jihadi. Esta membresía está restringida a los Hermanos trabajadores que han demostrado un compromiso mayor con la oficina central. Entre sus actividades se incluye: adherirse a la sunna del Profeta, rezar por la noche, evitar placeres mundanos y todas formas de interacción y adoración no islámicas, hacer contribuciones financieras a la oficina central, realizar actos adecuados y rechazar los actos pecaminosos, llevar consigo el Corán a fin de tener presente su deber con el mismo y someterse a un periodo de adoctrinamiento bajo la oficina central.

### Adoctrinamiento de los cuadros de la Hermandad
La oficina central, a fin de que sus cuadros adquieran el adoctrinamiento necesario, ha sugerido que sus miembros dediquen parte de su tiempo a desarrollar el siguiente programa:
- Día del consuelo: los miembros de la Hermandad aleccionan a sus vecinos sobre lo que está permitido y lo que no, asimismo, los exhortan a realizar el bien.
- Día de la vida después de la vida. Los miembros son conminados a visitar los cementerios a fin de dar sermones sobre lo que viene después de la vida.
- Día de la visita médica. Los miembros hacen visitas a sanatorios y hospitales para compartir un tiempo con los enfermos musulmanes.
- Día de los conocidos: Este día se promueve la interacción entre los miembros a fin de fortalecer los lazos de amistad.

Se le suman a éstas, los tres pilares de las actividades semanales de la Hermandad:
1. Estudio nocturno: Estudio de las lecciones semanales del Guía General.
2. Grupo nocturno: Preparación para la privación y la auto negación en el camino hacia Dios.
3. Día de campo: Entrenamiento y preparación para la Guerra Santa.

## Relaciones internacionales
Desde su nacimiento, la cofradía tuvo una vocación panislamista y su influencia ha sido intensa en Palestina, Jordania, Siria y los países del Golfo.
Los partícipes de la Hermandad Musulmana han sido frecuentemente acusados de promover y exportar la revolución o la violencia islamista, pues tienen ramificaciones o contactos con grupos militantes de numerosos países, tanto del mundo islámico como occidental.
- En Gaza y Cisjordania, el grupo islamista Hamás es, desde su creación en 1987, el referente de los Hermanos en Palestina.
- En Siria, la Hermandad Musulmana en Siria fue el principal grupo de oposición del gobierno de Hafez al-Asad, siendo este grupo muy allegado a los ideales más radicales del sunismo contrarios a los ideales seculares del gobierno, al igual que sucediera en Egipto el grupo frecuentaba actos de terrorismo .Entre sus actos más notables esta la masacre de Hama en 1982. Una insurrección armada de corte golpista inspirada en el sunismo radical quien acabó siendo aplastada por el ejército sirio. Actualmente el grupo se encuentra como el pilar más fuerte de la oposición Siria.
- En Jordania, el partido político Frente de Acción Islámico es, desde su creación en 1991, el ala política de los Hermanos musulmanes en el país.
- En Sudán, el líder islamista Hasan al-Turabi también ha estado históricamente ligado a la cofradía de los Hermanos Musulmanes.
- En Líbano, el partido político islamista suní se identifica como Jamaa Islamiya en Libano, formando parte o asociado con el grupo político islamista de los Hermanos Musulmanes, presente en numerosos países de mayoría musulmana.